# 天使城堡

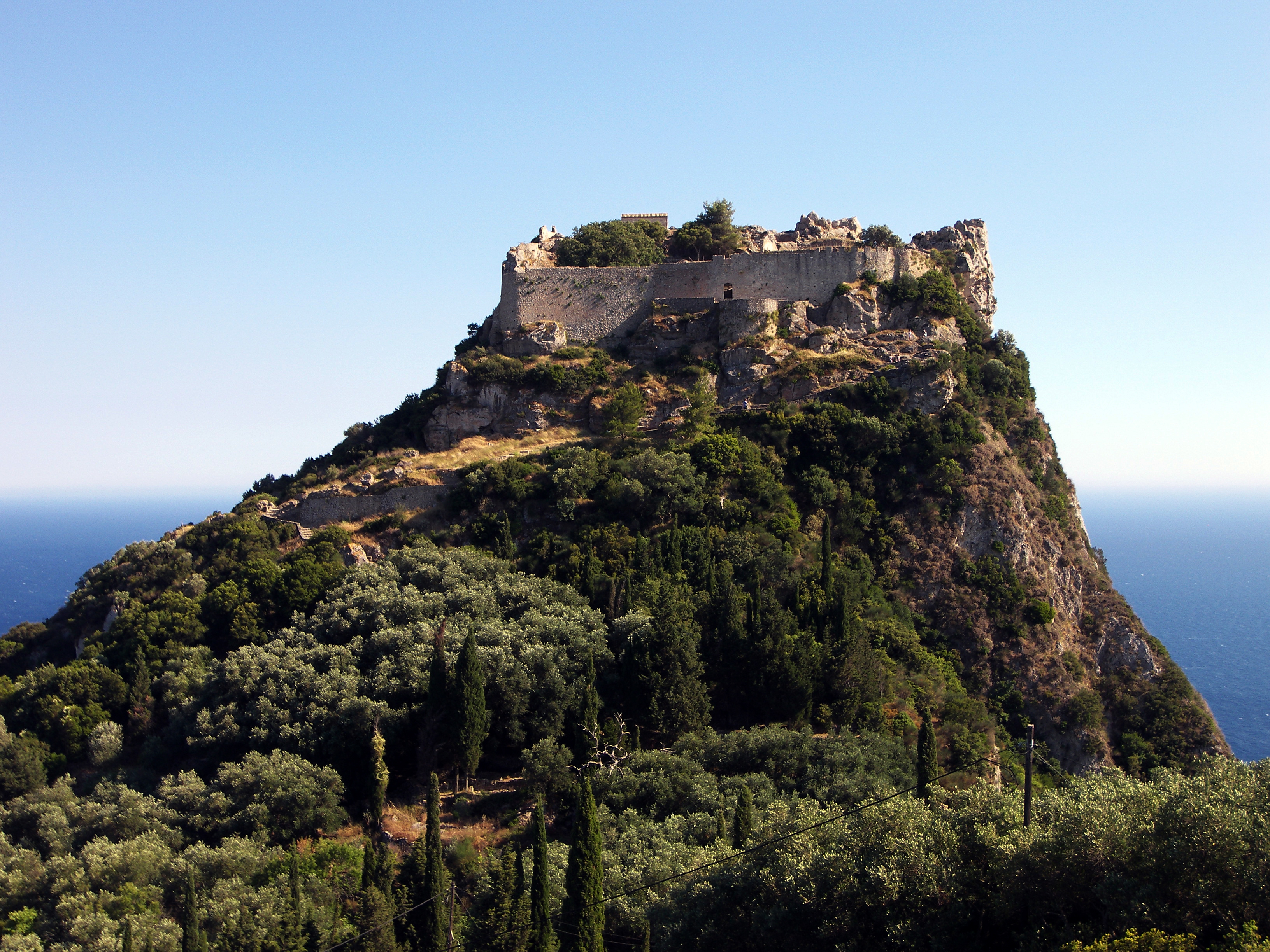

天使城堡 （希臘語：Αγγελόκαστρο，Angelokastro）是希腊科孚岛上一个拜占庭城堡。它位于科孚岛西北海岸，海边高达1,000英尺（305米）的陡峭的山崖上方，为全岛海岸线最高峰的顶部。
天使城堡是科孚岛最重要的防御工事之一，控制亚得里亚海南部的战略制高点。
天使城堡形成一个防御三角形 与Gardiki 城堡和卡西奥皮城堡, 涵盖科孚岛南、西北和东北三面的防御。

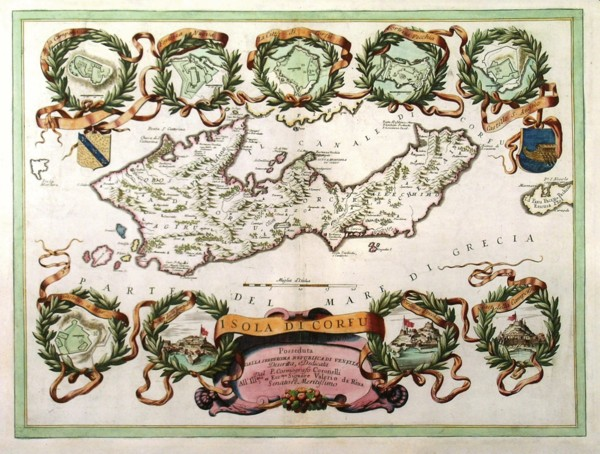
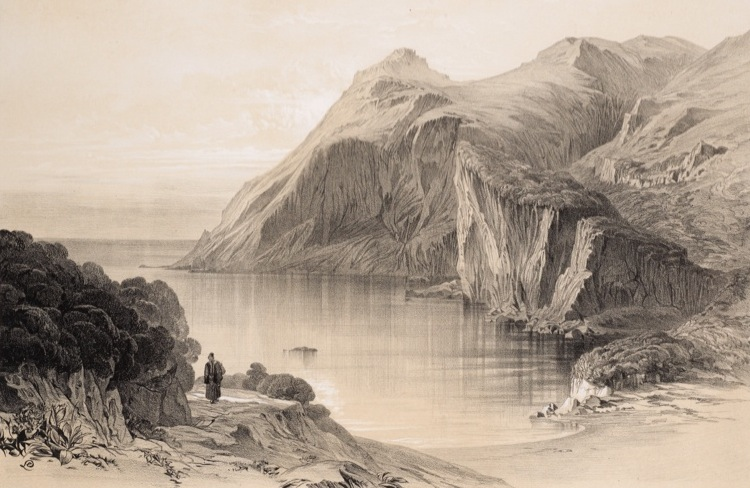
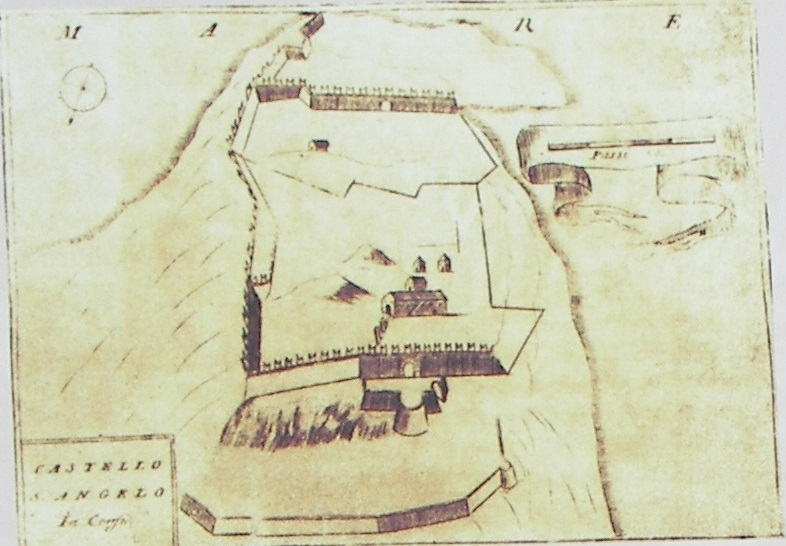
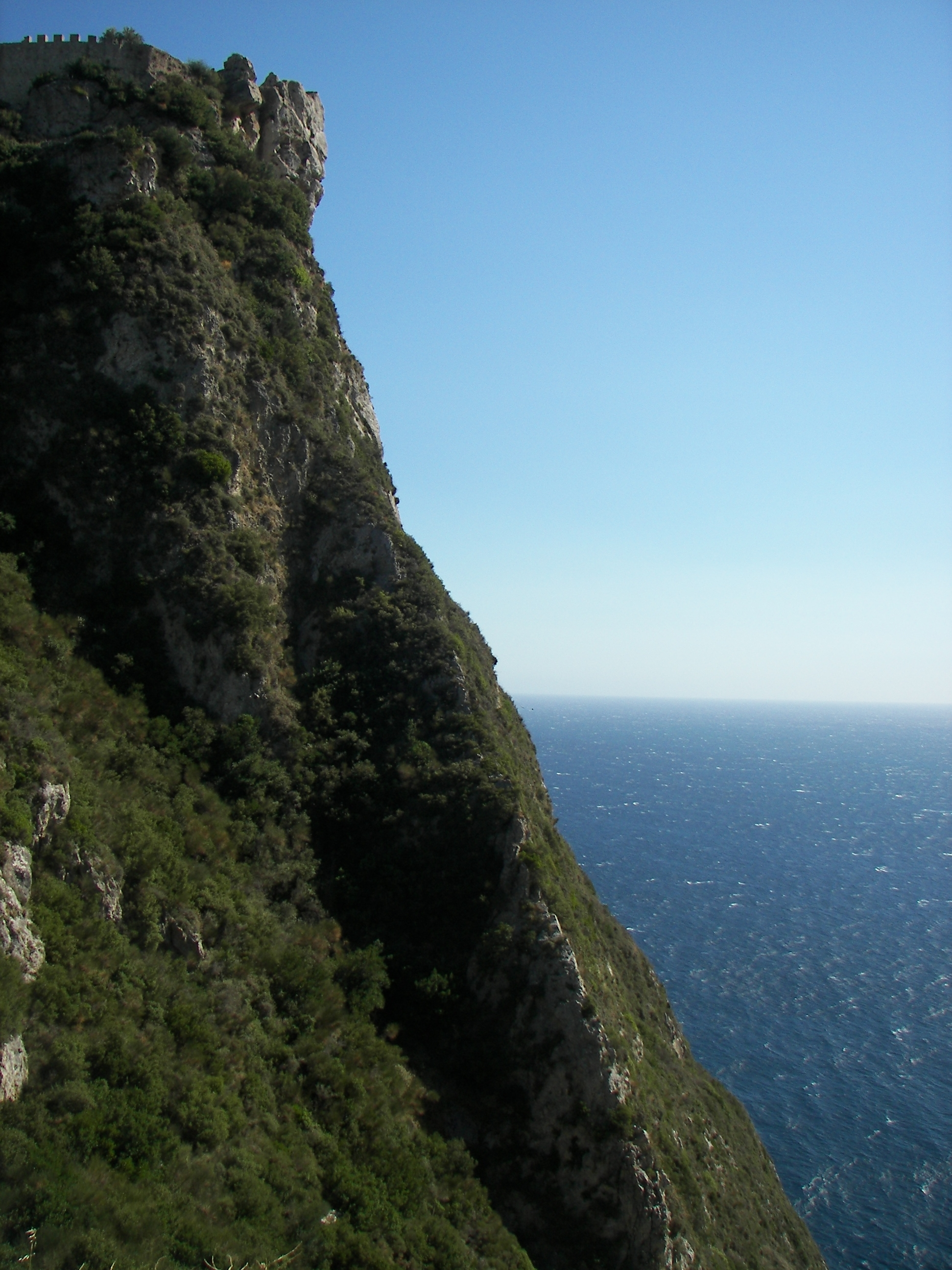
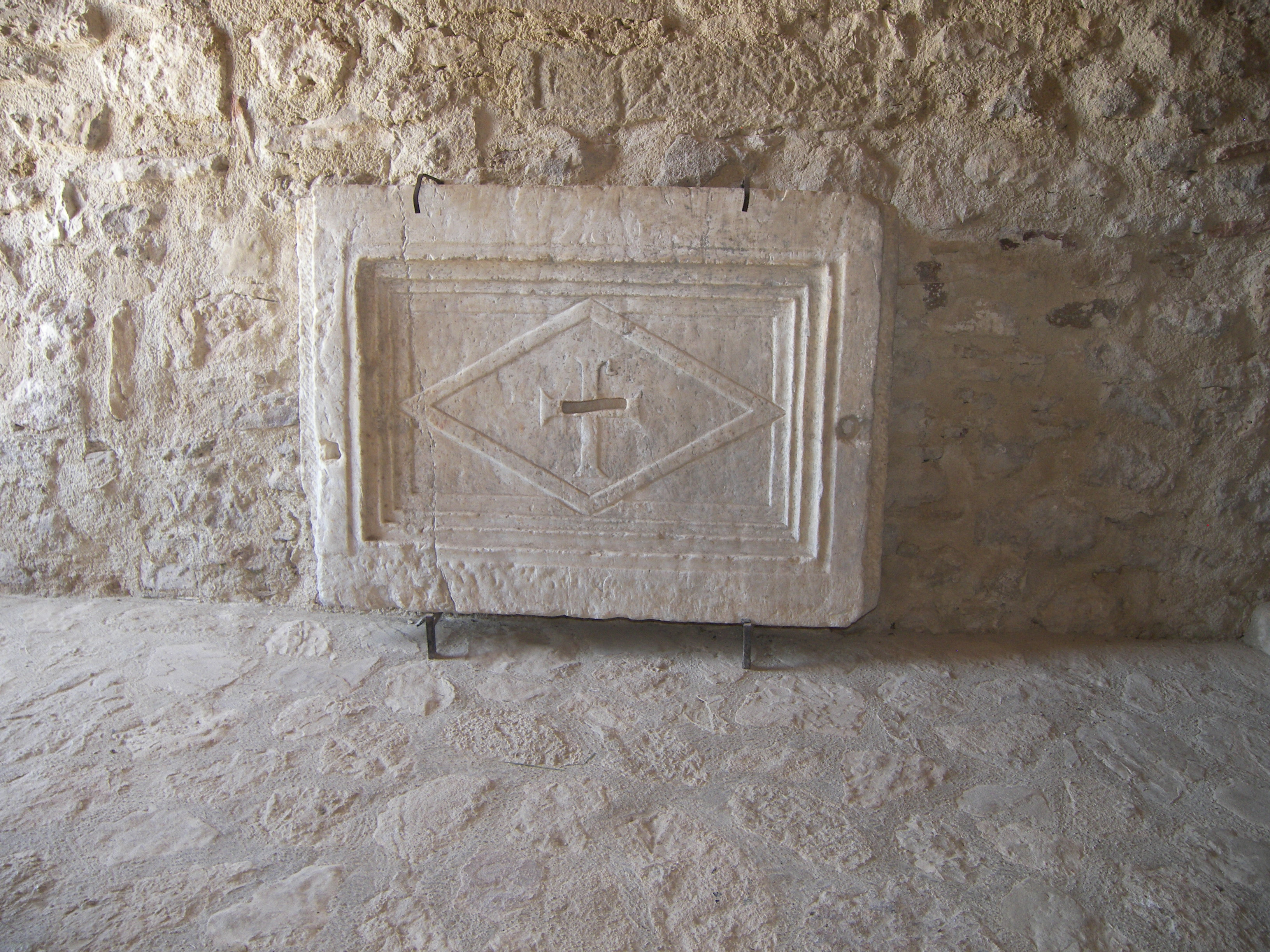
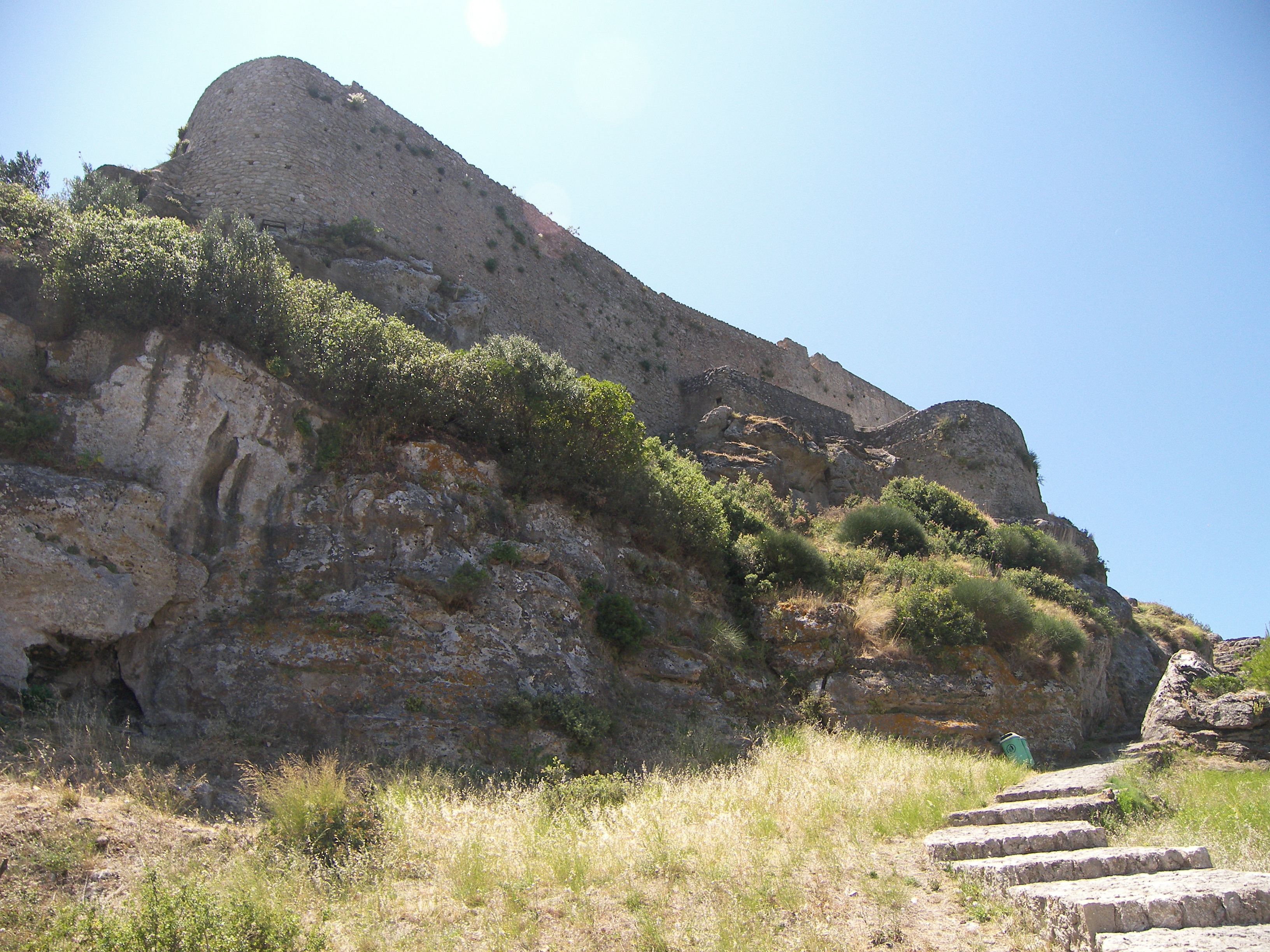
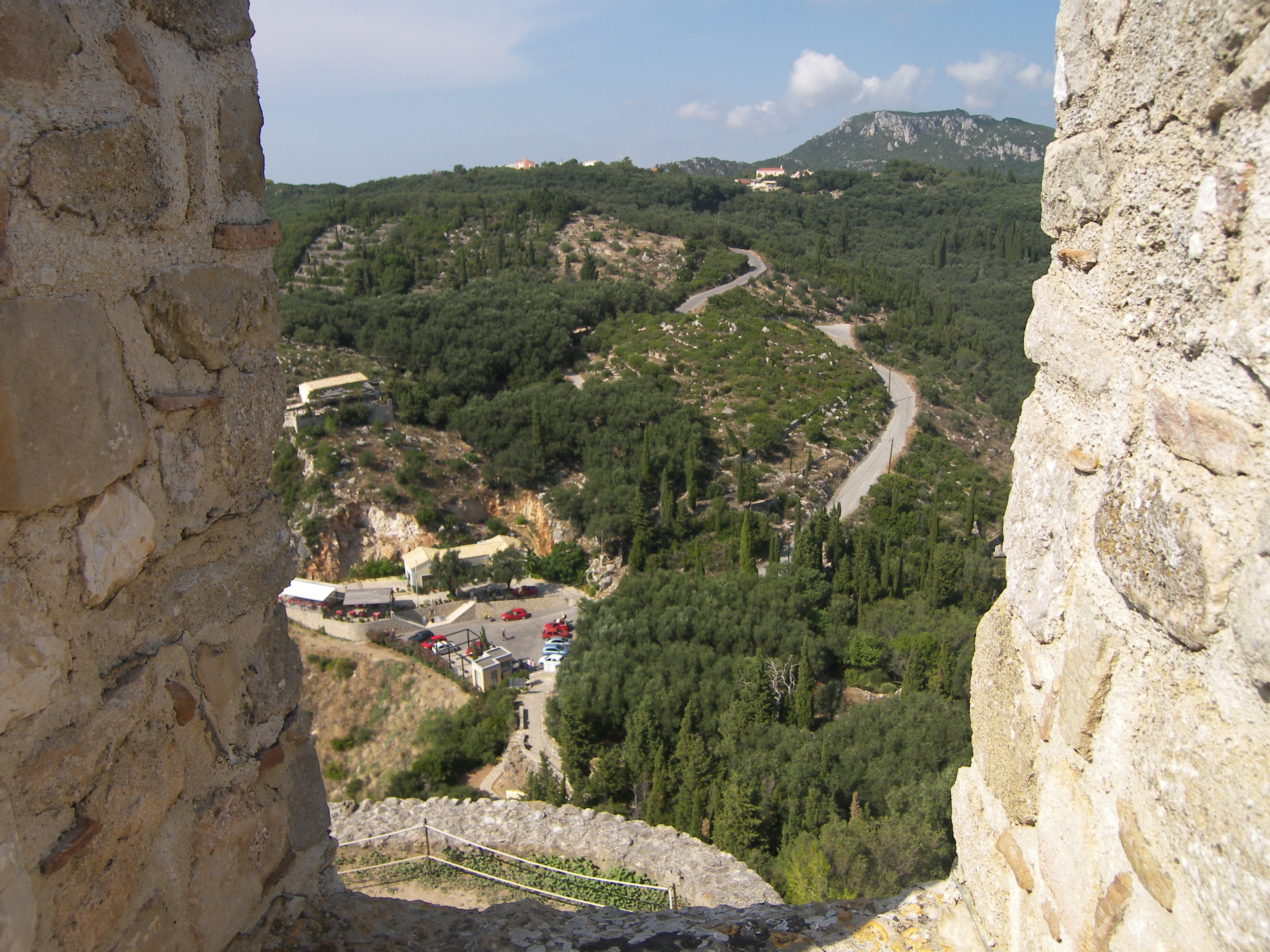
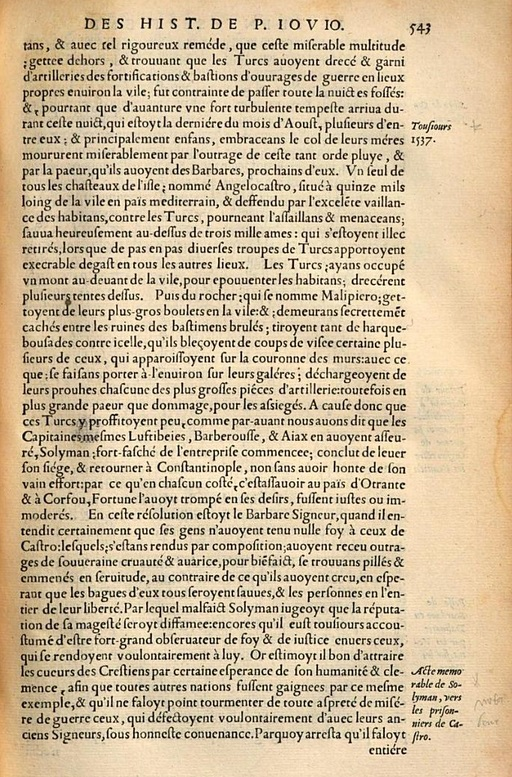
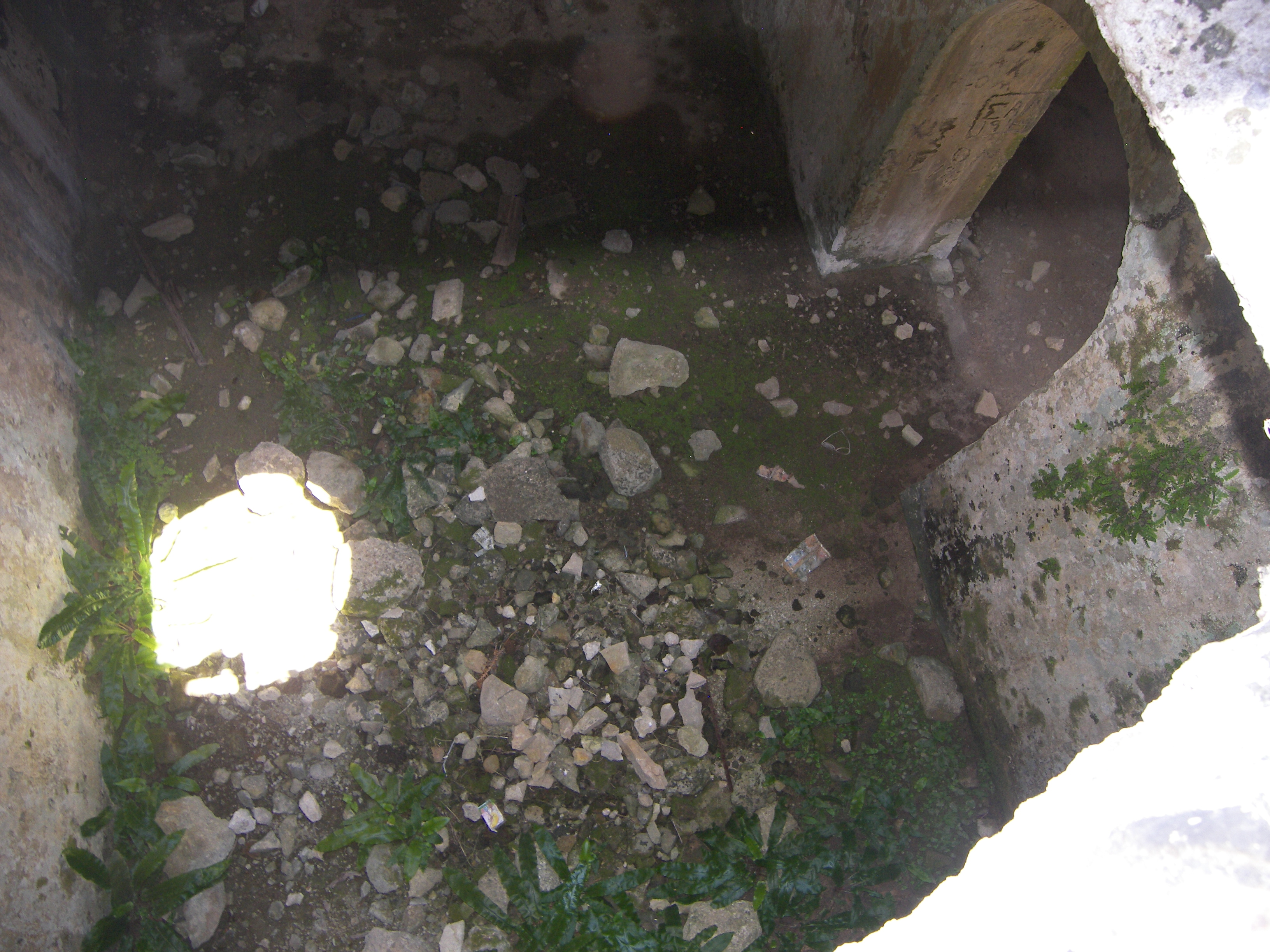
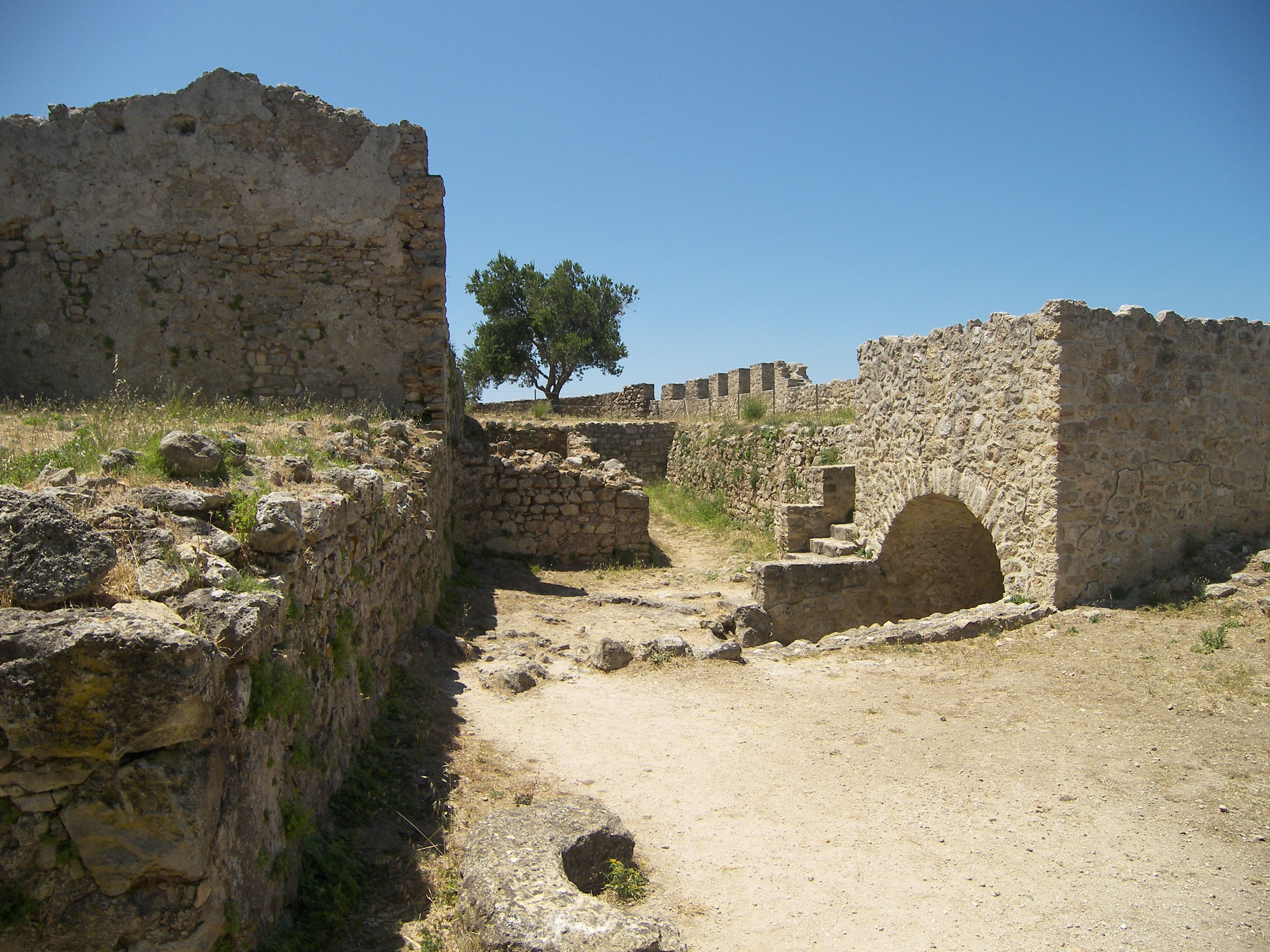
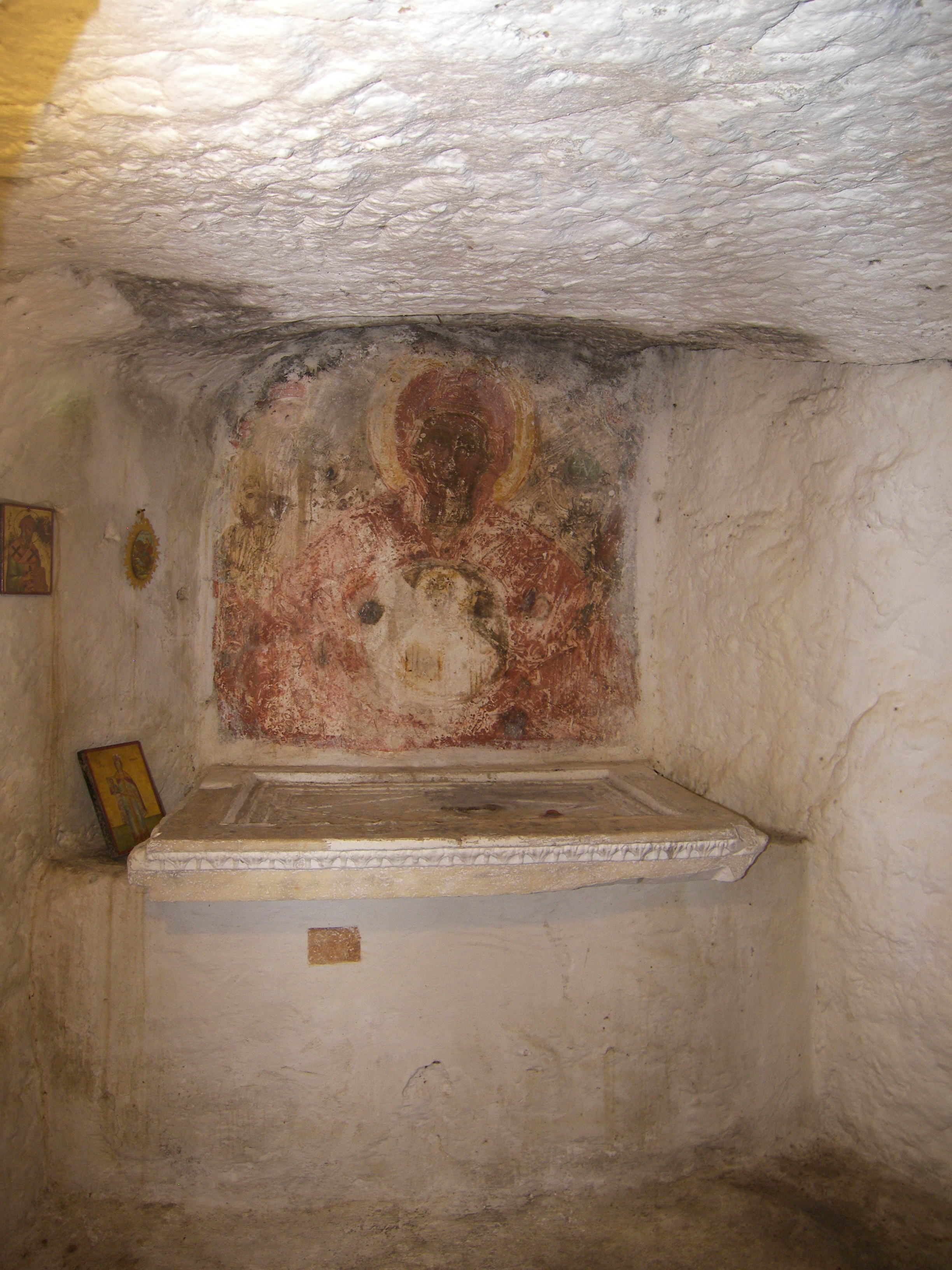
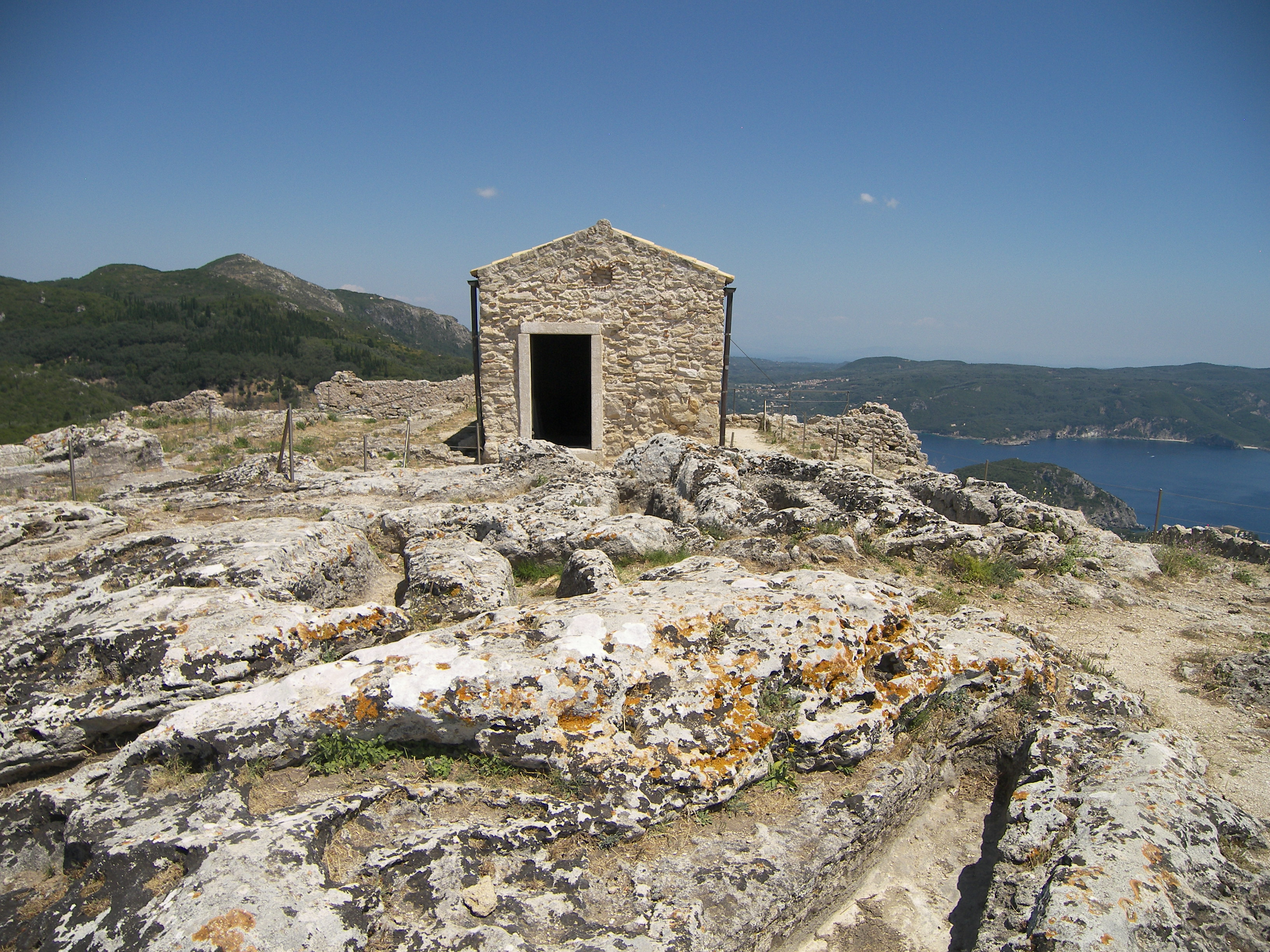
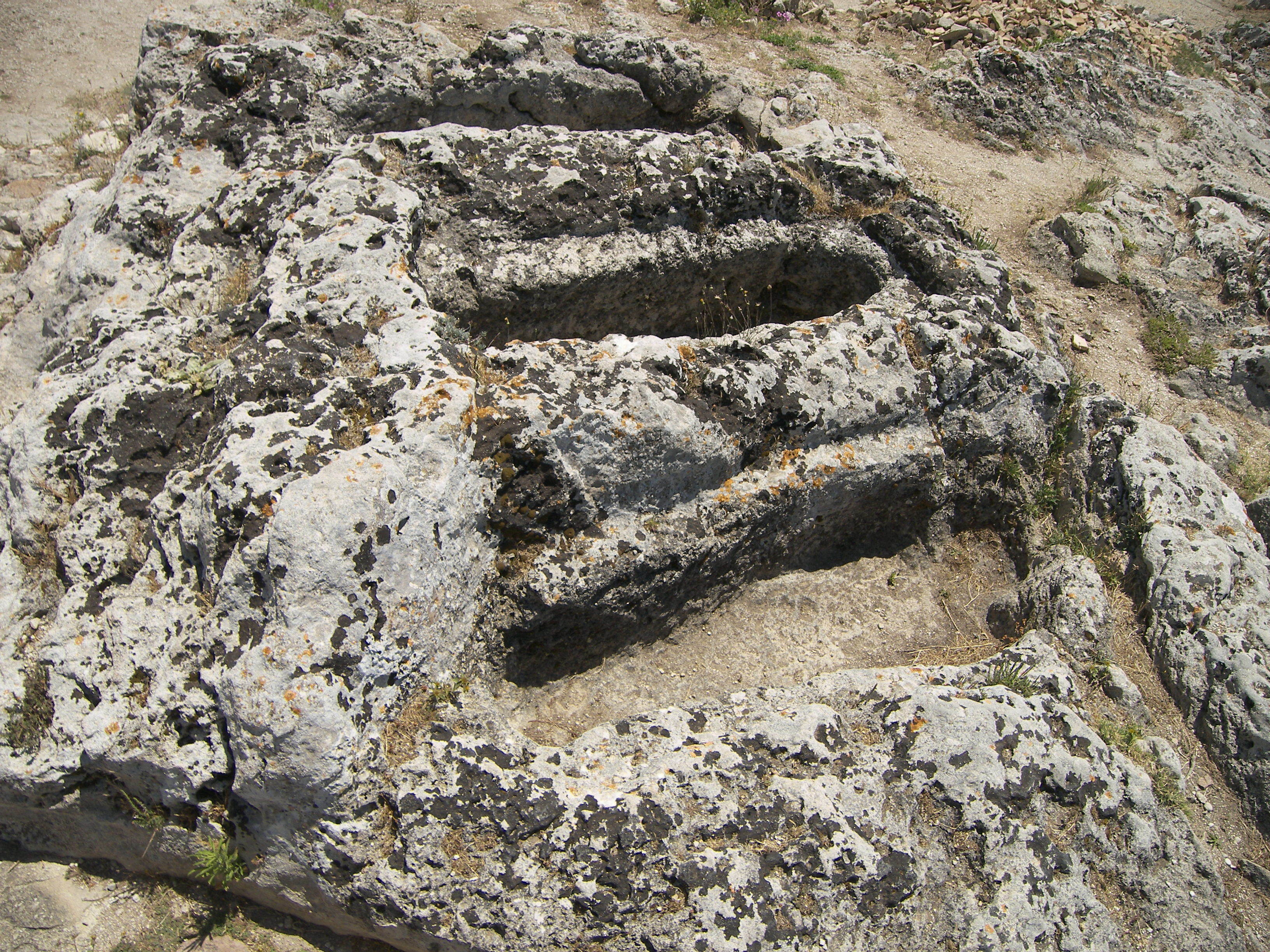
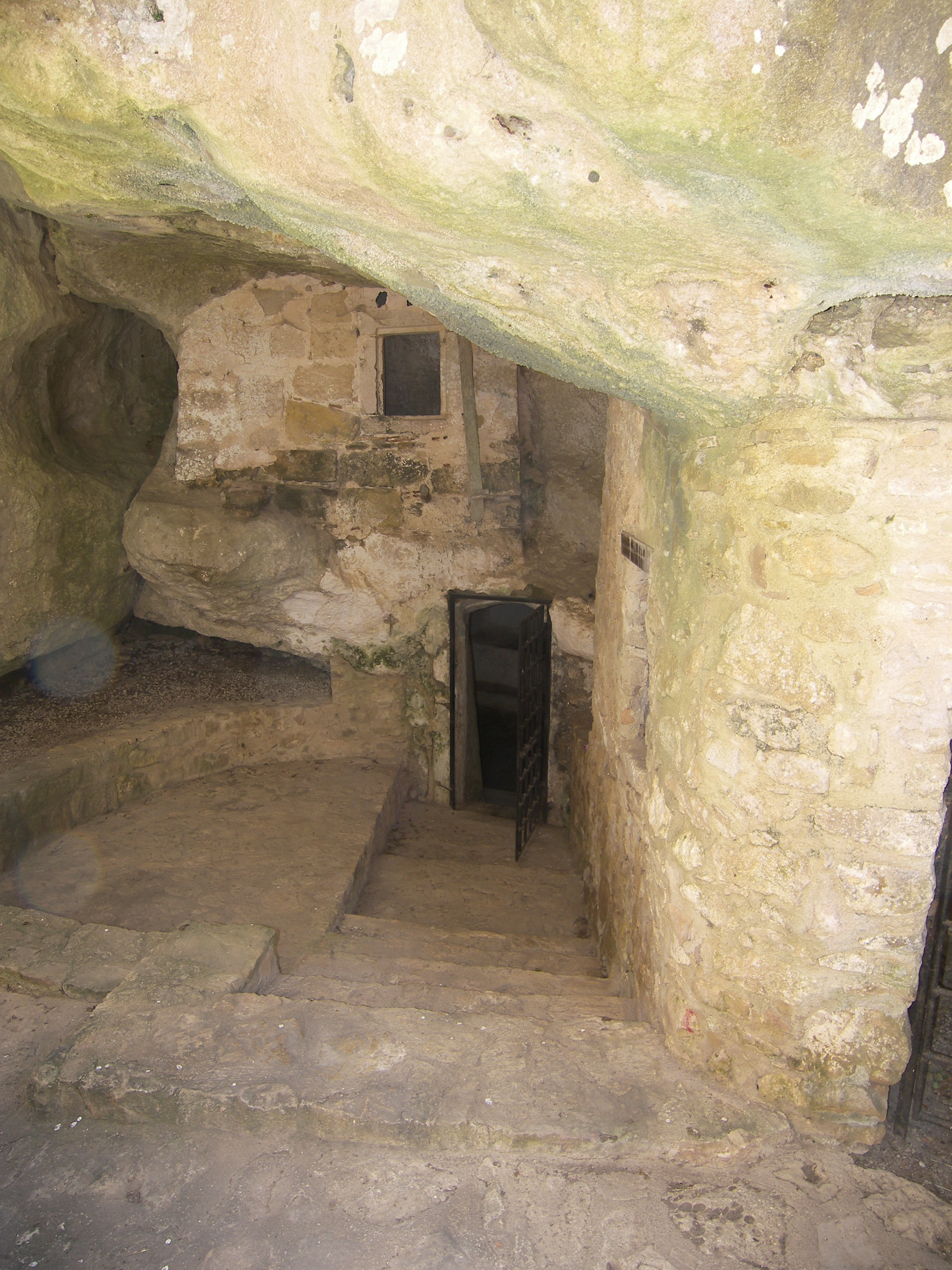